# Джаґешвар
Джаґешвар (англ. Jageshwar, гінді जागॆश्वर) — невелике місто в індійському штаті Уттаракханд, культурний центр регіону Кумаон, центр паломництва індусів, присвячений богу Шиві. Місто розташоване за 36 км на північний схід від Алмори, адміністративного центру регіону Кумаон. В Джаґешварі міститься 124 великих та мальких храмів, збудованих в період з 9 то 14 століття, багато з них під охороною Археологічної служби Індії (ASI), у тому числі такі храми як Дандешвар, Чанді-Ка, Джаґешвар, Кубер, Мратунджая, Нанда-Деві, Нара-Ґрах, Сурья і Пірамідальний храм. Один з найстаріших — храм Мріт'юнджая, найбільший — Дандешвар.